# March (Badenia-Wirtembergia)
March – miejscowość i gmina w Niemczech, w kraju związkowym Badenia-Wirtembergia, w rejencji Fryburg, w regionie Südlicher Oberrhein, w powiecie Breisgau-Hochschwarzwald, siedziba związku gmin March-Umkirch. Leży nad Dreisam, ok. 10 km na północny zachód od centrum Fryburga Bryzgowijskiego.

## Współpraca
Miejscowość partnerska:
- Holzhausen – dzielnica Lipska, Saksonia

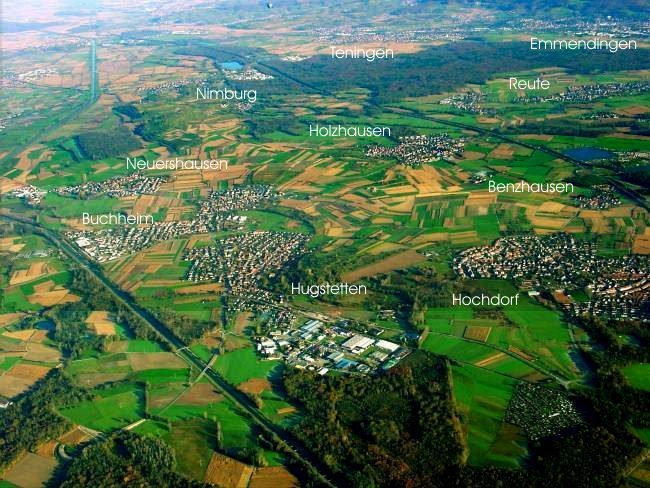
Widok z lotu ptaka